# Departamento Valle Viejo

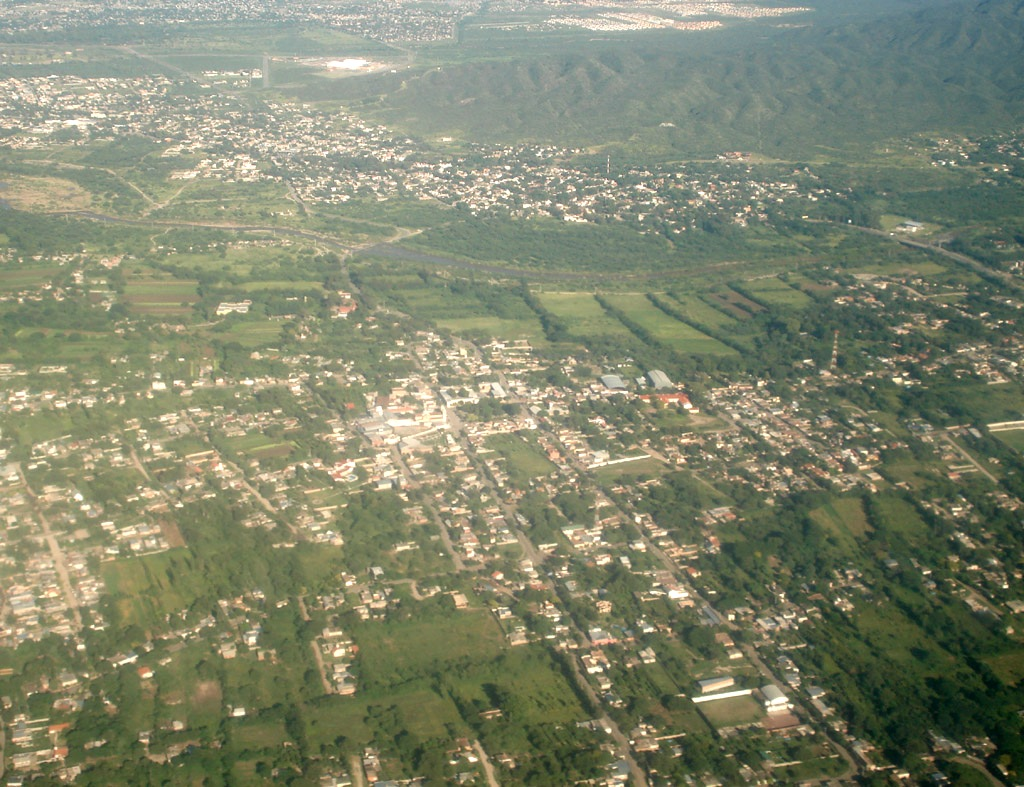
Vista aérea de San Isidro, cabecera del departamento Valle Viejo

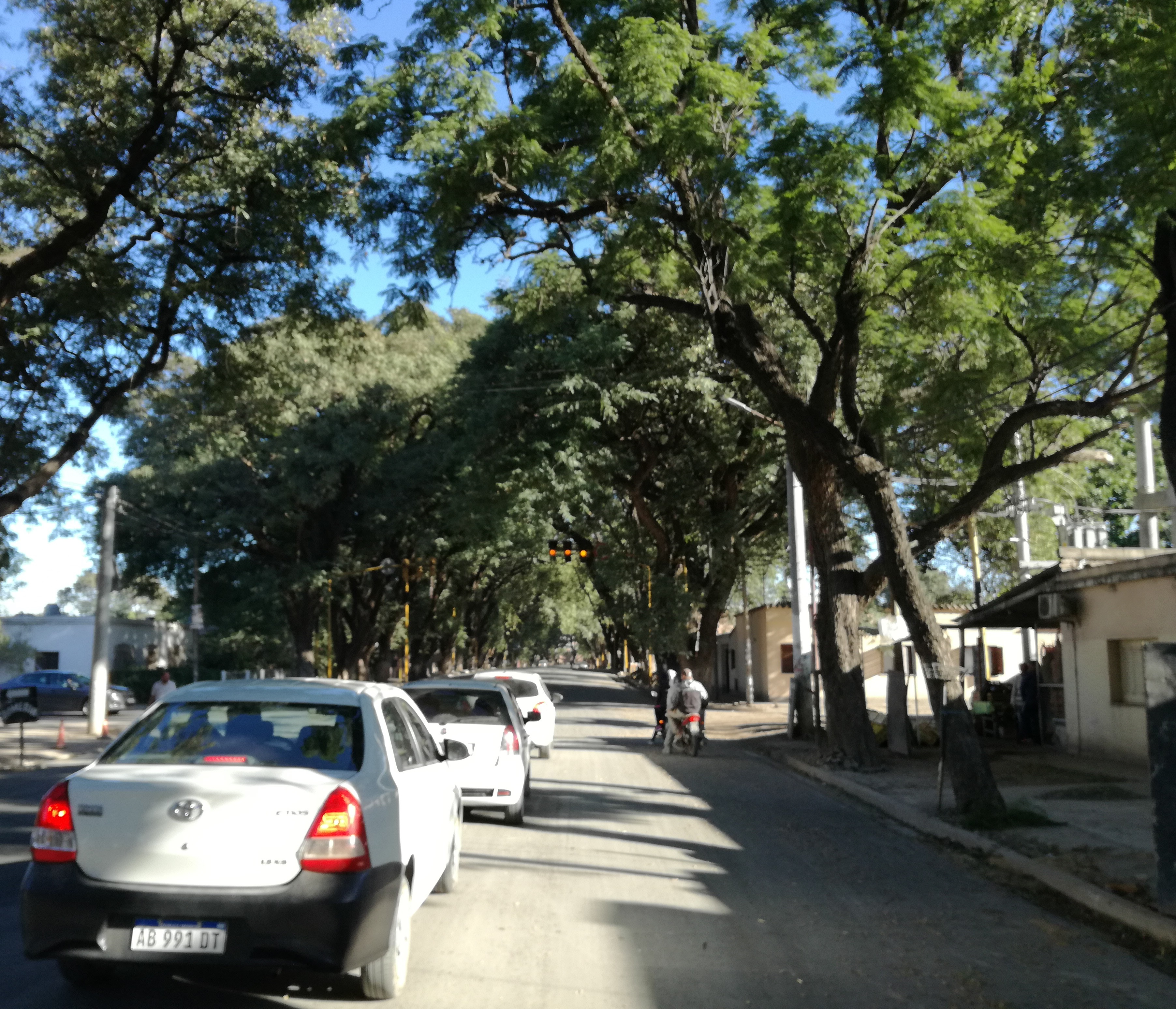
Avenida Presidente Castillo, límite entre Santa Rosa y Villa Dolores, Valle Viejo.

Valle Viejo es uno de los 16 departamentos en los que se divide la provincia de Catamarca, en Argentina. Está constituido por un único municipio homónimo y forma parte del aglomerado urbano Gran San Fernando del Valle de Catamarca.
Catastralmente se divide en 10 distritos: San Isidro, Villa Dolores, Santa Rosa, Sumalao, Portezuelo, Polcos, Huaycama, Las Tejas, Los Puestos y Santa Cruz.

## Superficie y límites
El departamento posee una extensión de 540 km² y limita al norte con los departamentos Paclín y Fray Mamerto Esquiú, al este con el departamento El Alto, al sudeste con el departamento Ancasti y al sur y oeste con el departamento Capital.

## Población
Contó con 34 029 habitantes (Indec, 2022), lo que representó un incremento del 24.9% frente a los 27 242 habitantes (Indec, 2010) del censo anterior.La cifra ubicó al departamento como el segundo que más creció, el segundo más poblado y el tercero más denso de la provincia.
| Gráfica de evolución demográfica de Departamento Valle Viejo entre 1991 y 2022 |
|                                                                                |
| Fuente: Censos nacionales del INDEC                                            |

## Historia y formación territorial
Los orígenes del departamento se remontan a 1855, cuando mediante un decreto provincial se dividió al antiguo Departamento Rectoral en los nuevos departamentos de Rectoral (hoy Capital), Valle Viejo y Capayán.
Posteriormente, en 1895 -bajo la gobernación de Julio Herrera - se fijaron sus límites según el siguiente criterio: 

...al norte, la acequia de los Desmontes que lo separa de Piedra Blanca y el departamento Paclín; al este, la sierra de Ancasti; al Sur, una línea que partiendo de la cuesta del Simbol pase por el Naranjo hasta el Río del Valle y al oeste, el mismo río."

En 2004, el Concejo Deliberante de Valle Viejo, por ordenanza municipal N°894/2004, establecio al 19 de abril de 1668 como fecha de fundación del departamento; en concordancia con la conmemoración del Día del Aborigen Americano.

## Localidades y parajes
Prácticamente la totalidad de la población se concentra en el área urbana de la cabecera departamental y el resto en las pequeñas localidades de carácter rural de menos de 500 habitantes.
| Localidades | Parajes |
| - El Portezuelo (410 hab.) - Huaycama (158 hab.) - Las Tejas (351 hab.) - San Isidro (incluye Sumalao, Villa Dolores, Santa Rosa, El Bañado, Polcos y Pozo del Mistol) (25674 hab.) - Santa Cruz (122 hab.) | - Agua Colorada - Antapoca - Campo Garriga - Colonia Jojoba - El Lindero - El Yocán - La Sala - Las Esquinas - Puesto Los Molinos - Ruta 13 - Los Arbolitos - El Estanque - El Triunfo |

## Sismicidad
La sismicidad de la región de Catamarca es frecuente y de intensidad baja, y un silencio sísmico de terremotos medios a graves cada 30 años en áreas aleatorias. Sus últimas expresiones se produjeron:
- 21 de marzo de 1892 (133 años), a las 1.45 UTC-3 con 6,0 Richter; como en toda localidad sísmica, aún con un silencio sísmico corto, se olvida la historia de otros movimientos sísmicos regionales (terremoto de Recreo de 1892)
- 21 de octubre de 1966 (58 años), a las 12.39 UTC-3 con 5,0 Richter
- 3 de noviembre de 1973 (51 años), a las 14.17 UTC-3 con 5,8 Richter: además de la gravedad física del fenómeno se unió el olvido de la población a estos eventos recurrentes
- 7 de septiembre de 2004 (20 años), a las 8.53 UTC-3, con una magnitud aproximadamente de 6,5 en la escala de Richter (terremoto de Catamarca de 2004)[13]